# Ramón de la Cruz
Ramón de la Cruz, né à Madrid le 28 mars 1731 et mort le 5 mars 1794  dans la même ville, est un dramaturge et poète espagnol.

## Biographie
Il n'y a pas beaucoup de faits connus de la vie de Ramón de la Cruz, malgré sa popularité de son temps, du moins si on discrimine les épisodes légendaires forgés au XIXe siècle. Baptisé à la paroisse de San Sebastián, il est le fils de Don Raimundo de la Cruz, originaire du village de Canfranc, et Dona Rosa Cano et Olmedilla, originaire de la ville de Gascueña. Il a un petit frère, Juan de la Cruz Cano y Olmedilla, célèbre pour avoir été le cartographe officiel de Charles III d'Espagne et pour avoir produit d'importantes cartes d'Espagne et d'Amérique latine.
Le « Don » de son nom n'est pas ni social ou universitaire. On sait que le nom est connu à Ceuta, ville où son père tenait un poste administratif. 
De son enfance et de la jeunesse, nous ne savons que ce que fournit la préface de sa zarzuela Quien complace a la deidad acierta a sacrificar (Madrid, 1757), dans lequel il avoue : « Je me sais faible d'érudition, faute d'instruction. Cependant j'ai essayé d'étudier, ce qui n'implique nullement d'être entièrement aveugle ». On peut donc penser que ses études furent sommaires. Cependant il fait des vers à treize ans à Ceuta et à quinze ans, publiés à Madrid, mais dont il ne reste pas trace, Diálogo cómico (dialogue comique) où il confie ses impressions passionnées de Grenade. La première œuvre connue est La enferma de mal de boda (La malade du mauvais mariage, 1757), un morceau assez grossier.
En 1759, il est employé dans l'administration pénitentiaire, où il effectuera les trente ans de sa carrière. L'année suivante, il épouse Doña Margarita Beatriz Melo Bargas Magán, native de Salamanque, qui lui donne cinq enfants. Dont, dès 1762 sa fille María de los Dolores Carlota et plus tard Antonio Ramón de la Cruz Cano y Olmedilla, qui fut général commandant de l'artillerie espagnole, à la bataille de Bailén. 
Il jouit de la protection du duc d'Albe (mort en 1776). Celui-ci avait l'habitude de l'emmener en voyage avec lui et la comtesse de Benavente (Dona Faustine Girón Téllez, comtesse douairière duchesse de Benavente, et sœur du duc d'Osuna), pour qui il a écrit plusieurs pièces pour le théâtre privé. Notamment la zarzuela El buen marido (1770) et Los dos libritos (Noël 1777).
À l'Académie d'Arcadie il était connu sous le pseudonyme de Larisio Dianeo. 
Pendant sa jeunesse, il a écrit des tragédies et des comédies imitées de Pietro Metastasio, Jean Racine et Voltaire. Il a également traduit quelques œuvres de ces auteurs, ainsi que la première adaptation d'une œuvre de Molière et une version de Hamlet de Shakespeare d'après l'adaptation française de Jean-François Ducis. Il a également adapté certains textes espagnols du théâtre classique, comme Andromède et Persée de Calderon et Iphigénie de José de Cañizares.
La comédie populaire ayant un grand succès, il en produisit plus de trois cents. Ce succès a attiré l'hostilité des auteurs de style néoclassique, partisans d'un art idéaliste et éducatif. Par exemple, Casimiro Gómez de Ortega a publié à ce sujet un Examen impartial de la zarzuela intitulée "Las labradoras de Murcia" et, accessoirement, de tous les ouvrages du même auteur (1769). 
Très probablement cette l'hostilité était liée à l'agitation madrilène, parce qu'il exerçait un grand contrôle sur la vie théâtrale de la Cour. Ramón de la Cruz était le véritable chef des théâtres de Madrid. Il a reçu de nombreux honneurs et prix du public. Son apogée se produit en 1773, jusqu'à la chute du gouvernement comte d'Aranda.
La suppression des entremés en 1780 a un impact immédiat sur la carrière de Ramón, qui n'a donné cette année-là que sept ou huit sainetes. La baisse de la demande s'est prolongée pendant plusieurs saisons. À partir de 1788, les pièces qu'il écrit sont toutes commandées pour des circonstances officielles (naissance des jumeaux du futur Charles IV et de Maria Luisa, couronnement de Charles IV).
Ramón a tenté de réunir son travail en publiant à l'aide de souscriptions d'amis et de notables, une sélection de 66 comédies, zarzuelas et courtes pièces, en dix volumes de 1786 à 1791. 
Il était l'un des meilleurs amis du peintre Francisco de Goya. 
Atteint de pneumonie en 1793, il réussit à guérir mais sans retrouver la pleine santé. Après trois crises, la dernière l'emporte l'année suivante, le 5 mars 1794, chez sa protectrice la comtesse de Benavente.

## Œuvre

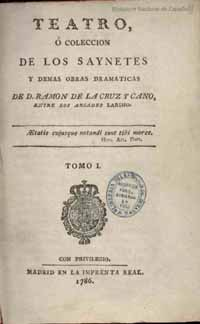
Ramón de la Cruz, théâtre : collection de ses sainetes et œuvres dramatiques, tome 1 (1786)

Ramón de la Cruz est l'auteur de 542 œuvres, dont des drames, des comédies et des zarzuelas (genre lyrique espagnol).
En dehors de sa première période pendant laquelle il a écrit traductions, imitations et adaptations des tragiques français (on les appelle afrancesados) et italiens : Racine, Voltaire, Ducis, Beaumarchais, Métastase et Apostolo Zeno) ainsi que des comédies Marta abandonada (Marta abandonnée) et des zarzuelas (El tutor enamorado ; Las segadoras de Vallecas, 1768 ; Las labradoras de Murcia, 1769 ; Las foncarraleras, 1772 ; El licenciado Farfulla, 1776 ; Clementina, mise en musique par Boccherini, etc.). 
Inventeur de la forme sainetes (farces), il écrira plus de 300 de ces petites formes, destinées à être jouées à la fin ou à l'entracte de pièces plus longues. L'auteur y dépeint le Madrid de son temps avec une grande vivacité dans les dialogues, tout en développant la satire de la classe moyenne dont il fait partie. Ce qui donne valeur documentaire et historique à ce théâtre. Nombre de ces sainetes, parodient les tragédies qu'il connaît bien. La plus célèbre est sans doute Manolo (1769), qui se déroule en prison, parodie de tragédie, le rideau se lève après les tambours et clairons de l'ouverture précipitée.
Quelques sainetes :
- La fingida Arcadia (1758)
- El tío Felipe (1761)
- La civilización (1763)

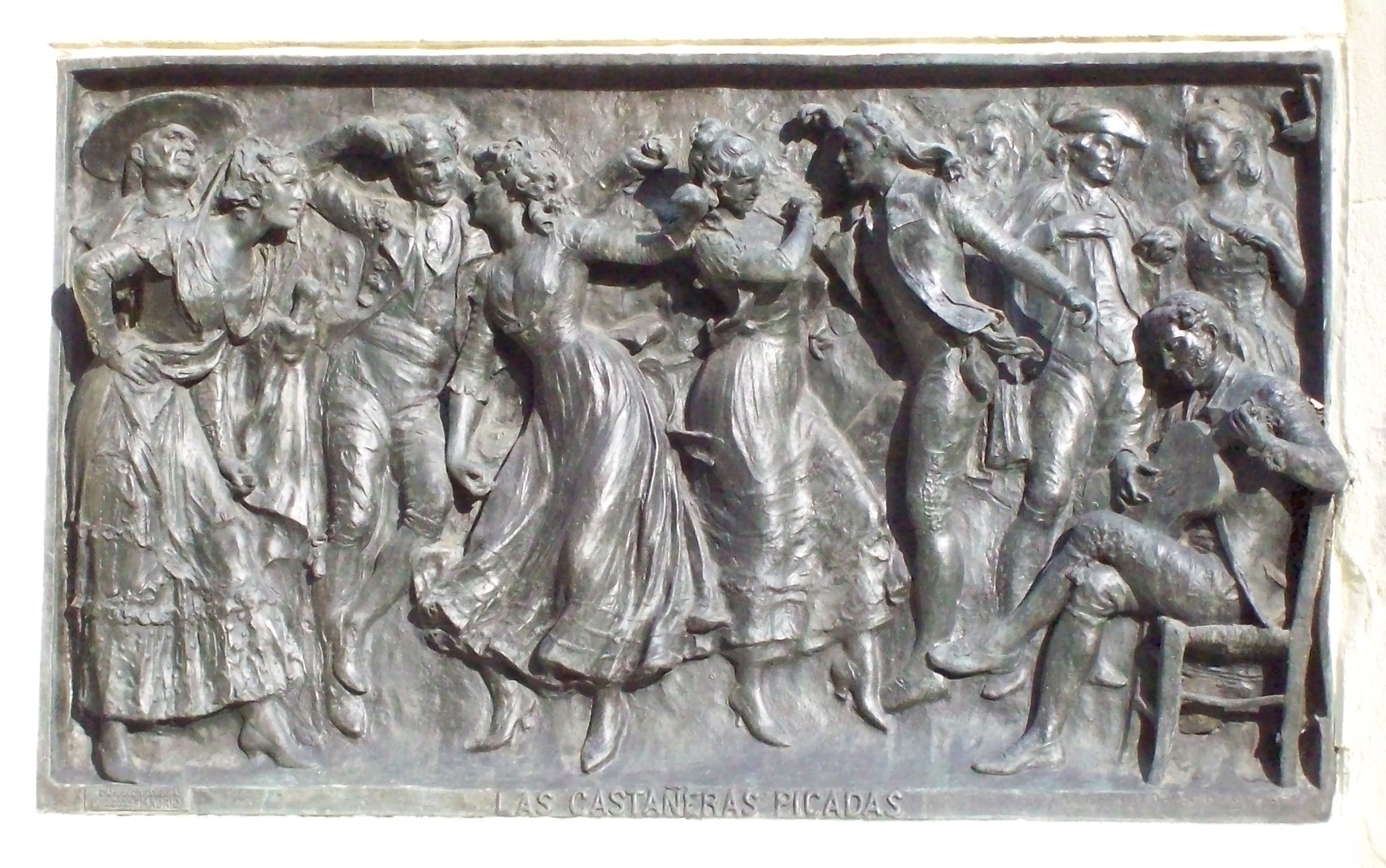
Bronze en relief représentant Las castañeras picadas — Monument aux écrivains madrilènes de sainetes, par Lorenzo Coullaut-Valera (1913), Madrid.

- La víspera de San Pedro (La vêpre de Saint Pierre, 1763)
- El Prado por la noche (Le Prado la nuit, 1765)
- La fuente de la felicidad (1765)
- La pradera de san Isidro (La prairie de san Isidro, 1766)
- La Comedia de Maravillas (1768)
- La presumida burlada (1768)
- Manolo (1769) parodie inspirée de la Inés de Castro de La Motte
- Inesilla la de Pinto y Zara (1770) parodie inspirée de Zaire de Voltaire
- Las tertulias de Madrid (La conférence de Madrid, 1770)
- Los majos de buen humor (1770)
- El adorno del Nacimiento (1770)
- Las botellas del olvido (Les bouteilles de l'oubli, 1772)
- La viuda hipocrita (La veuve hypocrite, 1775)
- La maja majada (1775)
- La Casa de Tócame Roque (1779)
- Las castañeras picadas (Les vendeuses de marrons, 1784)
- El Rastro por la mañana (Place du Marché le matin, 1787)